# Роберт Гвіскар
Роберт Гвіскар (Robert Guiscard, близько 1015 — 17 липня 1085, острів Кефалонія) — нормандський засновник Сицилійського королівства.

## Біографія
Роберт був шостим сином Танкреда Отвільського і старшим сином від другого шлюбу Танкреда з Фрессендою. Роберт прибув в Італію в 1046 році, набагато пізніше своїх старших єдинокровних братів, які вже встигли завоювати тут славу і землю, і звернувся до свого брата, графа Апулійського Дрого. Дрого був готовий прийняти його тільки як звичайного рицаря, відмовившись одарити титулом і землями.
Розгніваний Роберт залишив Мельфі, протягом двох наступних років був звичайним найманцем у різних військових лідерів у регіоні. 1048 року він приєднався до Пандульфа IV Капуанського, але 1050 року той помер.
Роберт був знову змушений звернутися до Дрого, який доручив йому командування гарнізоном у нещодавно завойованій калабрійської фортеці Скрібла.
У 1050—1053 роках Роберт перебував у Калабрії, де окрім війни з візантійцями нормандці під його командуванням займалися грабуванням мирного населення та монастирів. Хроністи Аматус Монтекассінський, Вільгельм Апулійський та Жоффрей Малатерра розповідають про безліч випадків, у яких Роберт продемонстрував свої хитрість і спритність. Саме в Калабрії Роберт отримав своє прізвисько «Гвіскар», що означає «Хитрун».
В 1053 році на заклик свого брата Онфруа, що на той час став новим графом Апулійським, Роберт Гвіскар на чолі власного загону взяв участь в історичній Битві при Чивітате (18 червня 1053 року), в результаті якої в полон до нормандців потрапив папа Лев IX. Після Битви при Чівітаті просування норманських завойовників на півдні Італії прискорилося.
Роберт протягом 1055 року підкорив всю «п'яту» Апулії, взявши Мінервіно, Отранто і Галліполі. Його брат Онфруа, злякавшись посилення позицій Гвіскара, знову відправив його до Калабрії, де Роберт протягом 1056 року провів вдалу кампанію проти Салерно і захопив Козенцу.
Навесні 1057 року Роберт був призваний в Мельфі, де його вмираючий брат Онфруа доручив Гвіскару опіку над своїми малолітніми синами. Однак після смерті Онфруа в серпні 1057 року Роберт сам був обраний графом Апулії, відсунувши в тінь своїх племінників.
В 1059 році папа Миколай II в Мельфійському конкордаті узаконив володіння Роберта Гвіскара в Південній Італії (як вже завойовані, так і майбутні), проголосивши його герцогом Апулії, Калабрії і Сицилії, а Роберт Гвіскар приніс папі васальну присягу. До 1072 року Роберт Гвіскар оволодів Південною Італією і Сицилією (відвойованою у арабів), заклавши основи Сицилійського королівства.
Папа Григорій VII, який намагався припинити подальші завоювання Роберта Гвіскара, відлучив його в 1074 році від церкви, але в 1079 році зняв відлучення і надав в лен Робертові Гвіскару усі зайняті ним землі (зокрема міста Амальфі і Салерно), розраховуючи на його допомогу в боротьбі з імператором Генріхом IV. Продовжуючи воювати з Візантією, Роберт Гвіскар вторгся на Балканський півострів, завдав поразки військам Олексія I Комніна при Діррахії (1081).
У 1084 році прийшов на допомогу папі Григорію VII, обложеному в Римі імператором Генріхом IV, витіснив імператора з Рима, але при цьому нормандці розграбували і зруйнували місто.
Помер у 1085 році в розпал нової війни з Візантією.